# Malý Bysterec (Dolný Kubín)
Malý Bysterec je městská část Dolného Kubína.

## Historie
Obec vznikla vyčleněním z Oravského panství. Od 16. století patřila Medveckým. V 17. století přešla do majetku Szmrecsányiů. K Dolnému Kubínu byla připojena v roce 1949.